# Éonothème
Cet article court présente un sujet plus développé dans : Éon.
En géologie et plus particulièrement en stratigraphie, un éonothème est l'ensemble des strates déposées au cours d'un certain éon. Chaque éonothème porte le même nom que l'éon correspondant.
L'histoire de la Terre étant découpée en quatre éons, l'ensemble du registre stratigraphique terrestre est de même réparti en quatre éonothèmes : l'Hadéen, l'Archéen, le Protérozoïque et le Phanérozoïque.

## Superéonothème
Un superéonothème est de même l'ensemble des strates déposées au cours d'un certain superéon. En pratique on n'a défini qu'un seul superéon et donc un seul superéonothème, le Précambrien, qui regroupe les trois premiers éonothèmes (l'Hadéen, l'Archéen et le Protérozoïque).